# Hypleurochilus bananensis
La bavosa cornuta maggiore (Hypleurochilus bananensis) è un pesce di mare appartenente alla Famiglia dei Blenniidae.

## Distribuzione e habitat
Questa specie sembra limitata alle acque tropicali e subtropicali dell'Oceano Atlantico orientale, Mar Mediterraneo compreso. È stata segnalata in Congo, Togo e Camerun e, in Mediterraneo, in Israele, Algeria, Tunisia e sulle coste italiane. Questa bavosa è apparentemente molto rara dappertutto anche se, probabilmente, viene spesso confusa con altre specie meno rare. In Italia, recentemente è stata segnalata solamente nel Tirreno Centrale e nello Ionio Settentrionale.
Vive a profondità bassissime su fondali rocciosi.

## Descrizione
Questo pesce è facilmente confondibile con altre specie di blennidi anche se ha alcuni caratteri che la rendono identificabile con assoluta certezza:
- tentacoli nasali con 4-6 filamenti
- tentacoli sopraorbitari con 10-12 filamenti disposti a ciuffo di cui uno molto più lungo degli altri
- fossetta dietro agli occhi seguita da una cresta di tubercoli
- labbro superiore spesso
- denti caniniformi di grandi dimensioni
- pinna dorsale con leggera intaccatura centrale.
- il maschio, durante il periodo riproduttivo, presenta i primi due raggi della pinna anale modificati a formare due grosse ghiandole a forma di clava, di colore scuro.

La livrea è brunastra con 3-5 barre scure verticali che si estendono alla parte inferiore della pinna dorsale, più vistose nella metà superiore del corpo. Le pinne pari sono coperte di macchiette scure a formare strie irregolari, soprattutto sulla pinna caudale.
Non supera i 12 cm.
Il dimorfismo sessuale è molto accentuato, soprattutto durante il periodo riproduttivo: i maschi raggiungono dimensioni superiori rispetto alle femmine, hanno il ramo principale dei tentacoli oculari enormemente sviluppato e acquisiscono una livrea dai colori vivaci, soprattutto tendenti al blu (regione cefalica in particolare).

## Biologia
Ignota. Sta quasi sempre nascosta in anfratti o in conchiglie.